# Bobby Few
Robert Few (Cleveland, Ohio, 21 de octubre de 1935-6 de enero de 2021) fue un pianista y compositor estadounidense de jazz.

## Trayectoria
Estudió piano y órgano desde niño y fue amigo desde la infancia de Albert Ayler. Sería este quien le indujera a trasladarse a Nueva York en 1958, donde trabajaría con Bill Dixon, en el grupo "Free Jazz Workshop". Después, ya en la década de 1960, trabaja con Frank Wright, Booker Ervin, Wilbur Ware, el cantante Brook Benton, Frank Foster y Roland Kirk. En 1969 se trasladó definitivamente a Europa, donde forma un grupo estable y una compañía editora, llamados ambos "Center of the World", en los que colabora con Muhammad Ali. También trabajó con Alan Silva, Archie Shepp, Sunny Murray y Steve Lacy, ya en los años 1980.

## Estilo
Fue un pianista virtuoso, buen conocedor de todas las escuelas pianísticas de jazz desde Art Tatum, con un estilo rico armónicamente y profuso en arpegios torrenciales.

## Discografía como líder
- More or Less Few (Center of the World, 1973).
- Solos and Duets (Sun, 1975) con Alan Silva y Frank Wright.
- Solos and Duets Vol 2 (Sun, 1975) con Alan Silva y Frank Wright.
- Few Comin' Thru (Sun, 1977)
- Continental Jazz Express (Vogue, 1979)
- Diom Futa (Free Lance, 1979) con Cheikh Tidiane Fall y Jo Maka.
- Rhapsody in Few (Black Lion, 1983).
- Mysteries (Miss You Jazz, 1992)
- Expatriate Kin (CIMP, 1997) con Kali Fasteau y Noah Howard.
- Few and Far Between (Boxholder, 2000) con Avram Fefer y Wilber Morris.
- Continental Jazz Express (Boxholder, 2000).
- Let It Rain (2002)
- Kindred Spirits (Boxholder, 2004) con Avram Fefer.
- Heavenly Places (Boxholder, 2004) con Avram Fefer.
- Lights and Shadows (Boxholder, 2004)
- Sanctuary (CIMP, 2005) con Avram Fefer.
- True Wind (Hello World!, 2007) con Sonny Simmons.